# Croton suavis
Espèce
Croton suavis est une espèce de plantes à fleurs du genre Croton et de la famille des Euphorbiaceae, présente en Guyane, au Venezuela et au Brésil (Amazonas).
Il a pour synonyme :
- Oxydectes suavis, (Kunth) Kuntze